# Histoire des Ardennes sous l'Antiquité

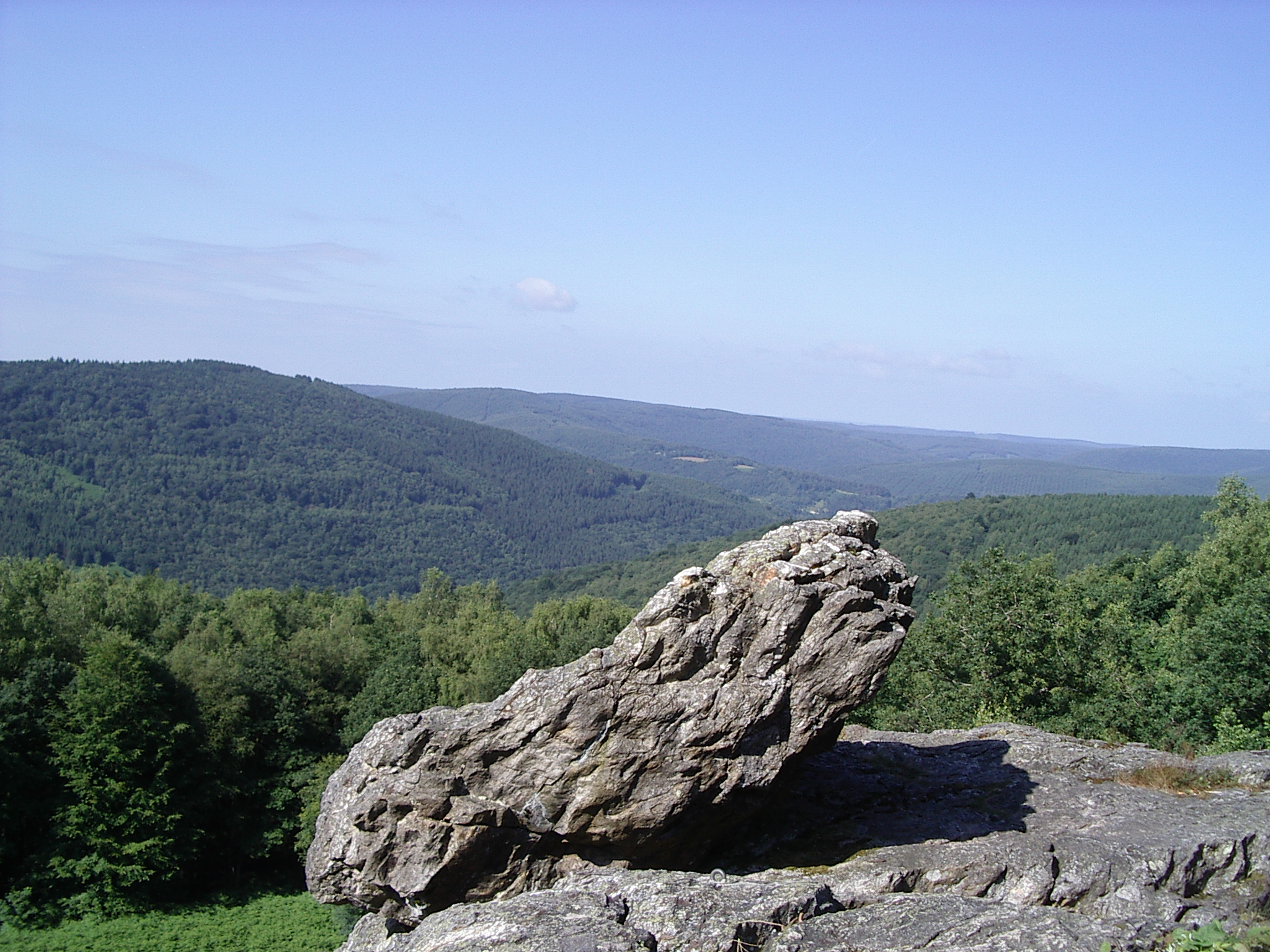
Roc la Tour

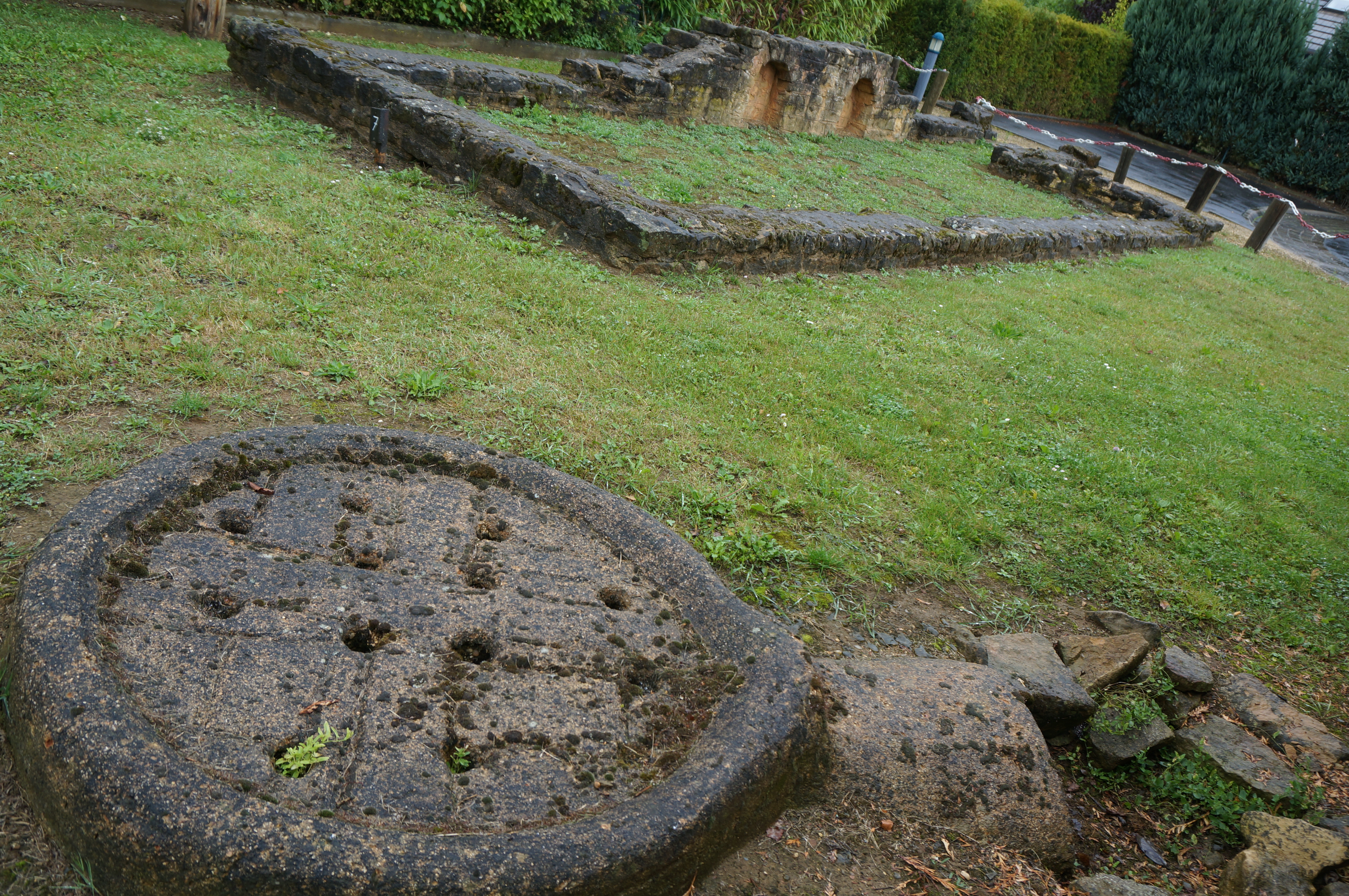
Habitation gallo-romaine et four, Ville-sur-Lumes.

L'histoire des Ardennes sous l'Antiquité synthétise l'histoire sous l'Antiquité, et dans les périodes précédentes (Préhistoire), des régions comprise dans les limites géographiques actuelles de ce département français des Ardennes, un territoire marqué pendant des millénaires par l'étendue des forêts, délimité au sud et à l'ouest par la Champagne crayeuse et le Bassin parisien, à l'est par les Ardennes belges.
De la préhistoire à la civilisation celtique puis gallo-romaine, une continuité des lieux, y compris des sanctuaires religieux, s'impose. Très tôt également, une activité métallurgique se développe dans la vallée de la Meuse, exploitant la présence de cours d'eau et de forêts.

## Des premiers chasseurs aux premiers agriculteurs

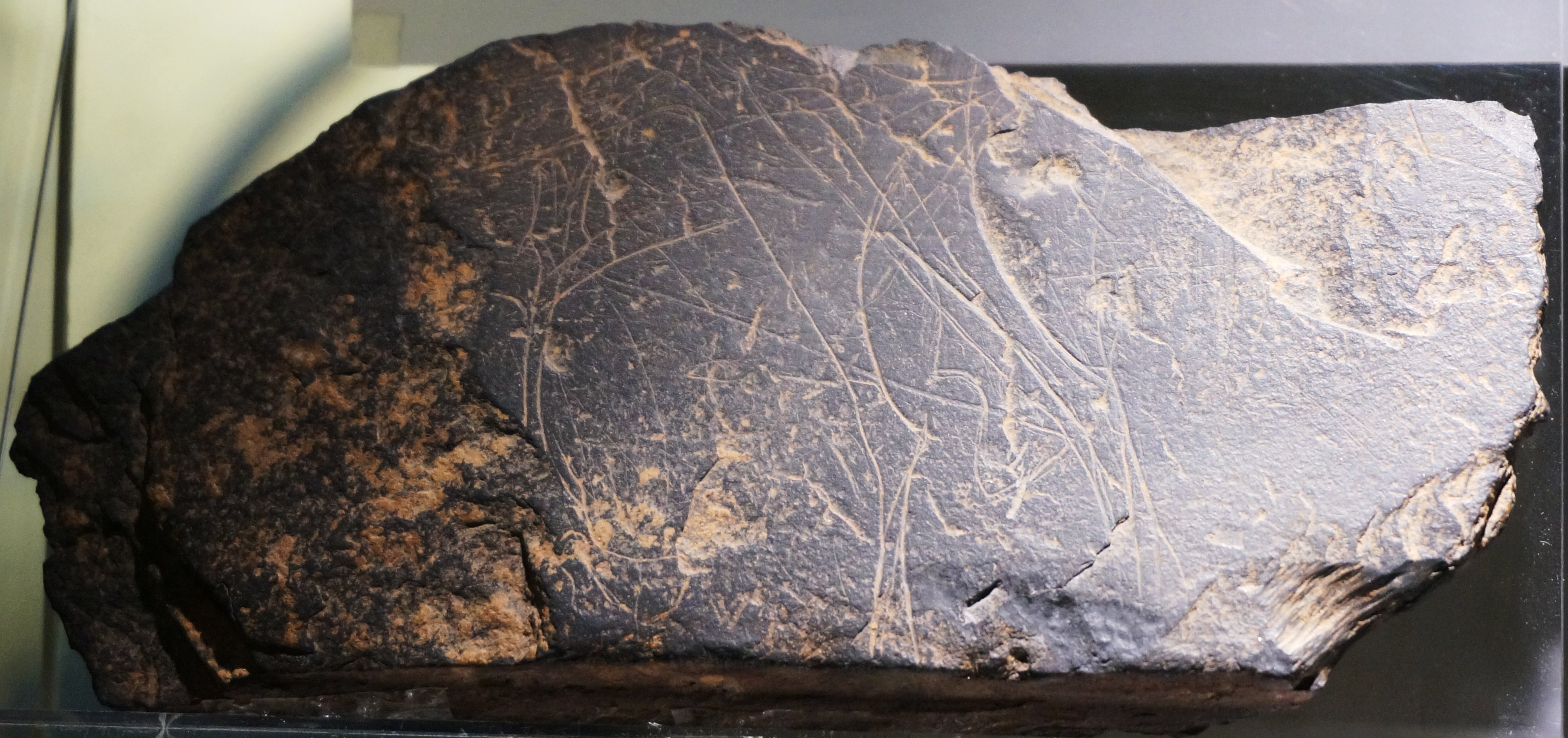
Schiste gravé (pattes et cheval).

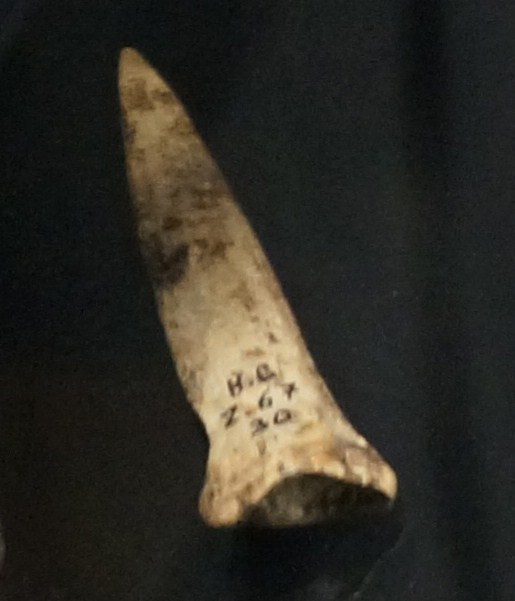
Culture de Michelsberg, poinçon en os découvert à Mairy.

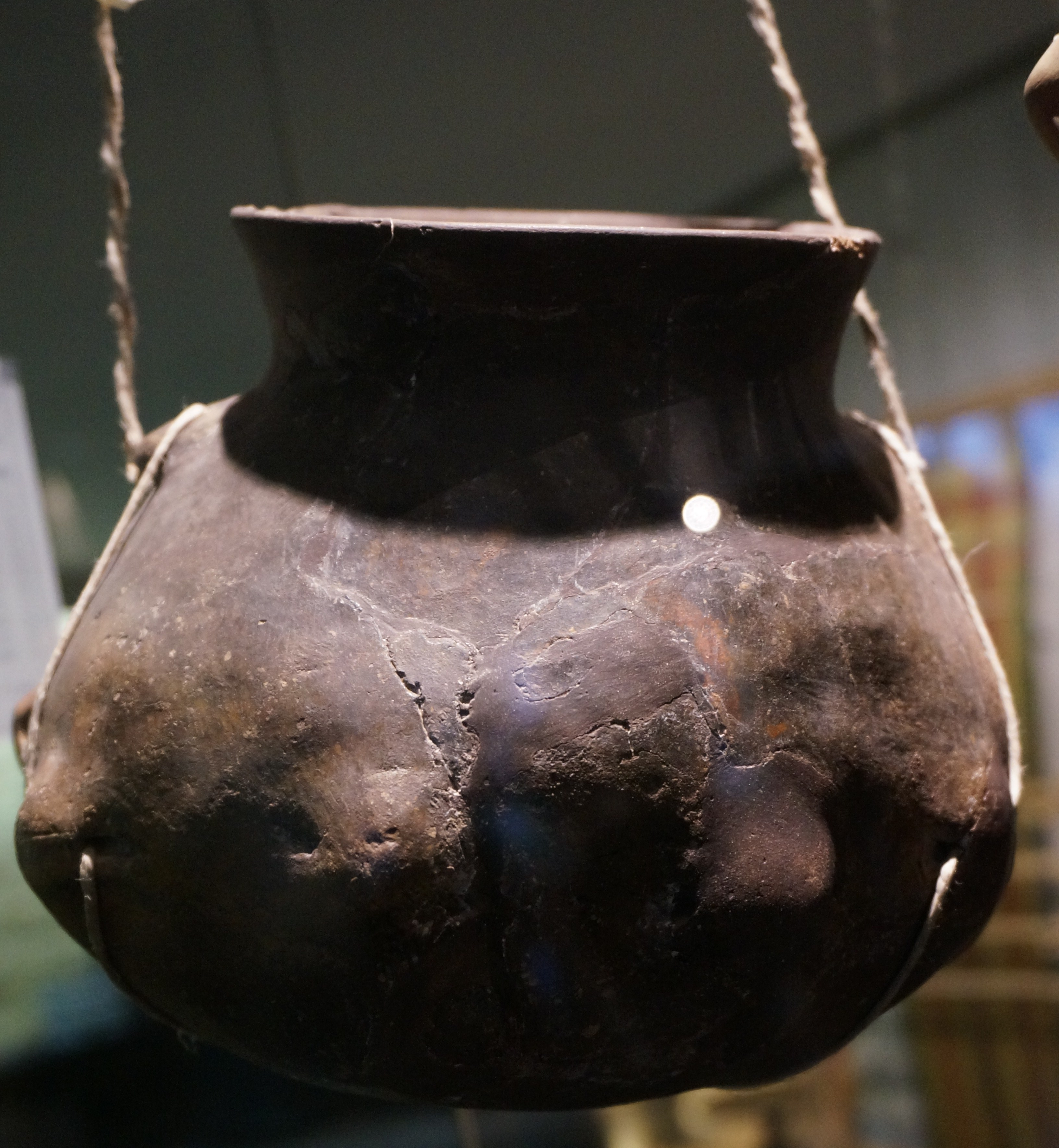
Mairy - cruche

Les traces les plus anciennes de l'homme dans les Ardennes, datant du paléolithique supérieur, ont été découvertes sur le site du Rottoy, à Dommery, avec des outils de pierre taillés selon la technique Levallois, ainsi que sur le site de Roc la Tour, à Monthermé,. En ce lieu, point de vue remarquable sur la vallée de la Meuse, les chasseurs magdaléniens ont campé à de nombreuses reprises, probablement une quarantaine de fois, en y laissant notamment des milliers de plaquettes de schistes et de psammites, dont 10 % étaient gravés. Ces pierres gravées constituent un des rares témoignages de l'art paléolithique sur ce territoire.
À moins d'une centaine de mètres, un site mésolithique, Roc la Tour II, a été trouvé, habité trois mille ans plus tard. Dans la période du mésolithique, la glaciation est terminée, les températures moyennes ont augmenté de quelques degrés. Les espèces animales ont évolué en Europe occidentale, avec le retrait des mammouths, des rennes par exemple, au profit des cerfs, des chevreuils, des sangliers, des renards, etc.. La moitié des outils trouvés à Roc la Tour II sont des armatures et des tranchants d'arc. L'usage de l'arc comme arme de chasse s'est développé. La famille nucléaire est devenu la base de la société. Roc la Tour II se rattache aux industries du bassin parisien, il marque la limite nord-est du Tardenoisien. Deux autres sites mésolithiques, fréquentés dans la période de 8000 à 5000 ans av. J.-C., ont été identifiés dans la vallée de la Meuse, à la Roche-à-Fépin, autre point de vue dominant le fleuve, à 15 km au sud de l'emplacement actuel de la ville de Givet, et à Marlemont (Haybes).
Puis l'allée couverte de Giraumont et Mairy se rattachent à l'époque du Néolithique (5000 à 3000 ans av. J.-C.), période pendant laquelle les communautés se sédentarisent. Le site de Mairy est exceptionnel. Il s'inscrit dans la culture de Michelsberg, du nom d'un important site archéologique qui se trouve entre Karlsruhe et Heidelberg dans le Bade-Wurtemberg caractéristique de cette civilisation néolithique qui s'est étendue en Allemagne, Belgique et Ardennes. Les fondations d'une vingtaine de grands bâtiments ont été mises en évidence à Mairy. Le plus grand a une longueur de 60 m et une largeur de 13m, ce qui en fait une des plus grandes maisons connues pour le Néolithique en Europe. L'autre élément exceptionnel de ce site est formé par les traces de l'enceinte, constituée d'un fossé de 8 m de large et de palissades. L'allée couverte de Giraumont est un des rares mégalithes encore en place en Ardennes.

## L'âge des métaux

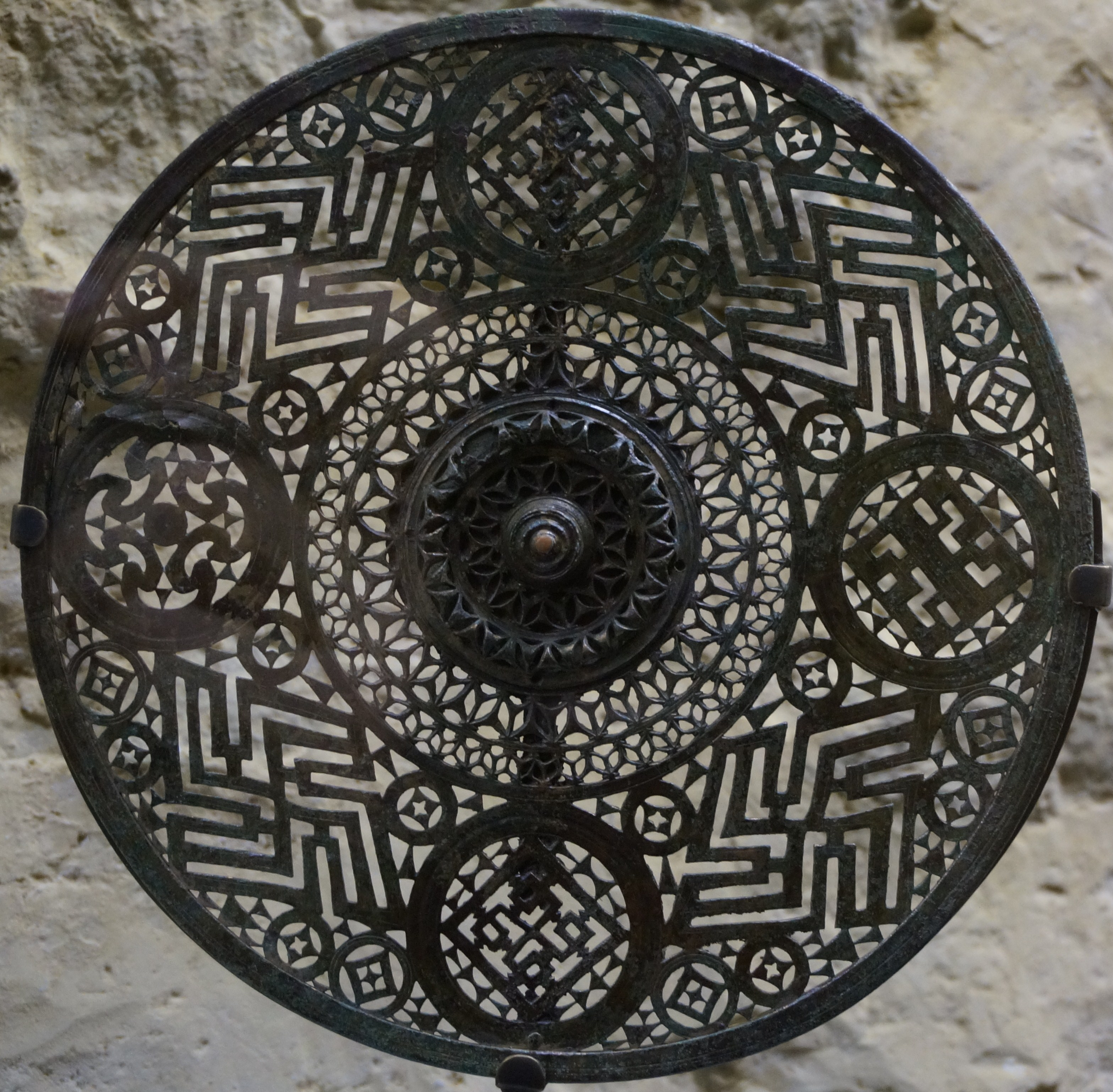
Phalère du, tombe découverte à Bourcq, entre Champagne crayeuse et vallée de l'Aisne.

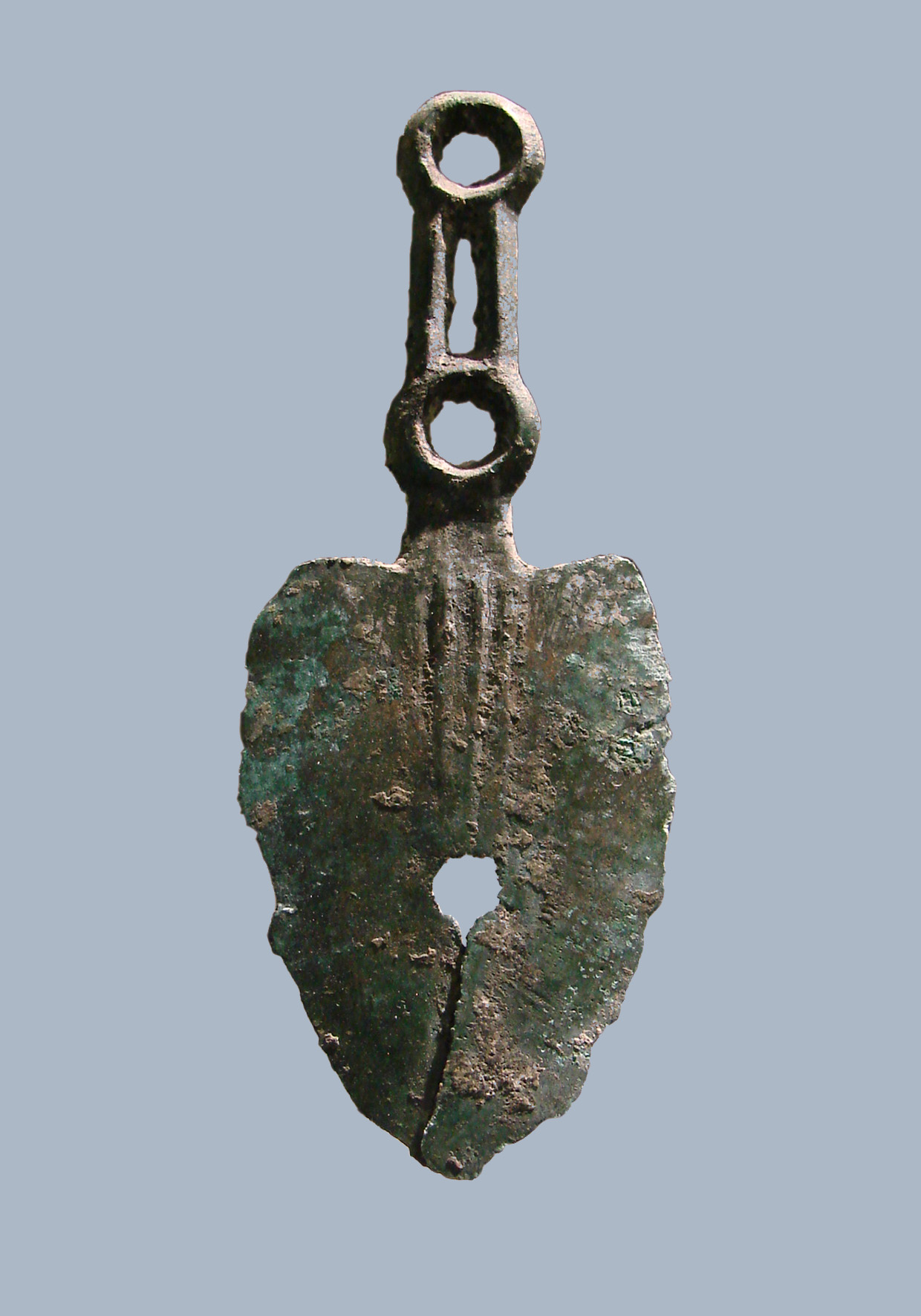
Rasoir trouvé à Acy-Romance.

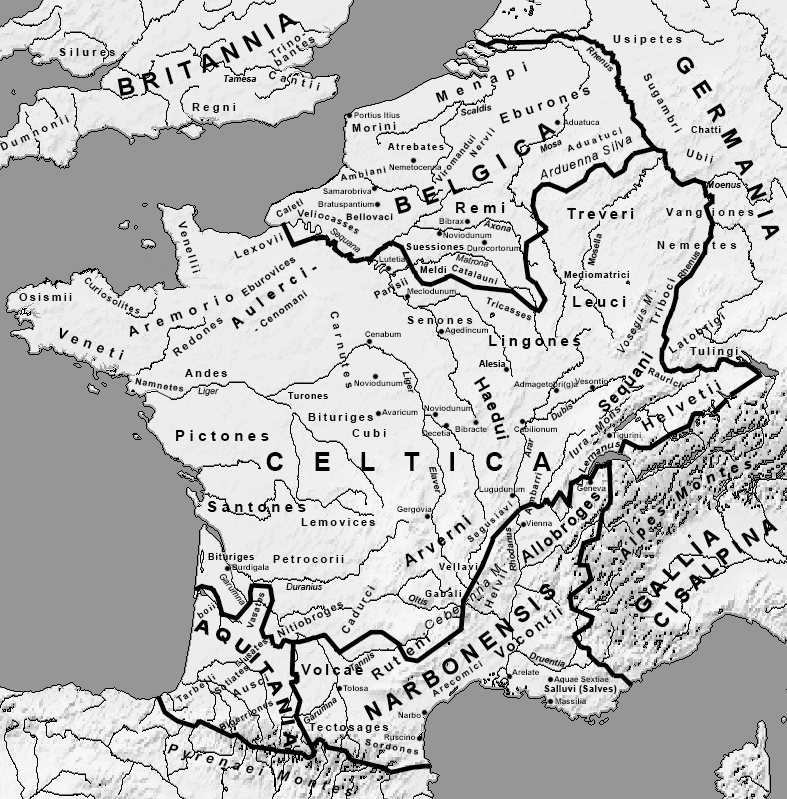
Carte des peuples gaulois

Les traces d'implantations détectées en Ardennes, durant l'âge du bronze, sont concentrées dans les vallées de la Meuse et de l'Aisne.
Sur le territoire d'Acy-Romance, au sud des Ardennes, dans la vallée de l'Aisne, s'étend un des sites les plus extraordinaire de la protohistoire en Ardennes, sur 300 hectares. Vers 1100 ans av. J.-C., un premier d'occupants s'installe sur un plateau dominant la rivière, aux lieux-dits La Croisette et Le Terrage. À l'âge de fer, 400 ans av. J.-C., une autre implantation se fait à quelques distances, au lieu-dit La Noue Baru, puis, à -180, à La Warde / Les Carrières. Ses habitations, sanctuaires et nécropoles ont été utilisés de l'âge du bronze final (1100 à 800 ans av. J.-C.) à l'âge de fer, puis jusqu'à l'arrivée des Romains et la fin de l'indépendance gauloise (52 ans av. J.-C.).
À l'âge du fer (800 ans av. J.-C.), les principaux sites ardennais sont à Acy-Romance toujours, Nanteuil-sur-Aisne à proximité, Tagnon, Baâlons, et plus au nord du département, Mouzon, Vendresse, Mairy, Warcq. Les Celtes s'implantent sur ce territoire. Le centre de gravité du monde celtique se déplace progressivement vers la Champagne, l'Ardenne, la Lorraine, la Sarre. De l'autre côté de la frontière actuelle, le centre des hauts plateaux schisteux de l'Ardenne, entre Orgeo et Crombach, qui n'avait guère attiré les populations préhistoriques est habité pour la première fois par ces mêmes Celtes. La maitrise de la métallurgie du fer se développe. Durant la période de la Tène, ou époque gauloise (450 ans av. J.-C.), s'épanouit une civilisation ayant laissé de nombreuses sépultures. Des milliers de tombes ont été fouillées à travers les siècles et particulièrement au XIXe siècle, mais très peu de manière scientifique. Désormais, à Tagnon, à Brienne-sur-Aisne, à Warcq,,, par exemple, les procédures d'archéologie préventive mises en place à partir des années 1970 ont abouti à une multiplication de découvertes, désormais analysées selon un mode opératoire précis. Toujours dans les Ardennes, les espaces funéraires de Manre et d'Aure ont fait avancer la recherche dans la compréhension des principes d'organisation de cette civilisation, et ont permis aussi, à travers les armes trouvées, de retracer l'évolution de l'équipement militaire de ces peuples. Cette civilisation a laissé également en Ardennes des tombes à char, fosses aménagées en chambre funéraire, où le char était déposé intact portant une dernière fois le guerrier le possédant, comme à Semide, à Bourcq et à Thugny-Trugny. Une tombe à char a également été découverte à Warcq, en septembre 2013, sur le chantier de prolongement de l'autoroute A 34, appelée encore autoroute A304, constituée d'une chambre funéraire de 5,5 m sur 3,2 m,,.
Les fouilles de sanctuaires permettent égalent d'exhumer des tombes liées à des sacrifices humains, comme à Acy-Romance, ou des armes mais dans un tout autre contexte. Dans ces sanctuaires, elles sont rituellement rendues inutilisables, brisées ou tordues, avant d'être laissées en offrande. Certains sanctuaires sont indépendants des champs funéraires comme à Mouzon et Baâlons-Bouvellemont qui deviendront ensuite des lieux de culte gallo-romain. Ces sites sont le plus souvent implantés en hauteur comme à Mouzon, frontière entre Rèmes et Trévires.
D'autres découvertes archéologiques sont remarquables. Ainsi, à Warcq, sur le bord de la Meuse, ce sont les vestiges d'un pont de bois qui semblent avoir été exhumés, notamment une poutre de 7 m de long. Les encoches qu'elle présente, et sa position, calée par des pieux et des pierres sur les roches de calcaire d'un gué, étayent l'hypothèse d'une construction d'un pont en bois. Cette technique, connue dans la civilisation romaine, n'avait jamais été observée à l'époque celtique. Or la pièce de bois a été abattue en l'an 176 av. J.-C. environ, selon l'étude dendrochronologique effectuée, ce qui ferait de cette construction l'une des plus anciennes d'Europe.
Le travail des métaux sous le Néolithique et l'exploitation ligneuse sont aussi à l'origine des premiers déboisements.
Une continuité semble exister entre les populations du territoire ardennais sous l'âge de fer et le peuple des Rèmes à l'époque gauloise. Les Rèmes occupaient l'espace constituant aujourd'hui les départements de la Marne et des Ardennes. Les peuples environnant les Rèmes sont les Nerviens et Éburons, au nord, les Viromanduens et les Suessions, à l'ouest, Les Tricasses au sud, les Leuques, Trévires et Médiomatriques, à l'est.

## La conquête romaine
À deux reprises, Jules César mena campagne contre les peuples Belges, ces celtes installés en Gaule septentrionale. La première campagne est en 57 av. J.-C., contre Galba, roi du peuple des Suessiones, et est marquée notamment par la bataille de l'Aisne. Le champ de bataille est à la limite des départements actuels des Ardennes (dans la partie méridionale de ce territoire), de l'Aisne et de la Marne. La seconde campagne est en 53 av. J.-C., contre Ambiorix, qui contraint Jules César à marcher à travers la forêt des Ardennes pour exterminer les Éburons.
À la fin de ces opérations, Jules César ramène son armée à Durocortorum, ville des Rèmes, où il réunit l'assemblée générale de la Gaule. Toute la Gaule belgique est sous contrôle romain, y compris les terres des Nerviens, Atuatuques, Viromanduens, Atrebates et Éburons. César put recevoir à Durocortorom les députés des peuples des deux rives du Rhin, celtes et germains, souhaitant se soumettre à la puissance romaine.
Les années suivantes, la soumission de Vercingétorix lors du siège d'Alésia en 52 av. J.-C. et l'écrasement des dernières révoltes gauloises en 51 av. J.-C. marquèrent la fin de l'indépendance des Gaules, devenues la Gaule romaine.

## La période gallo-romaine

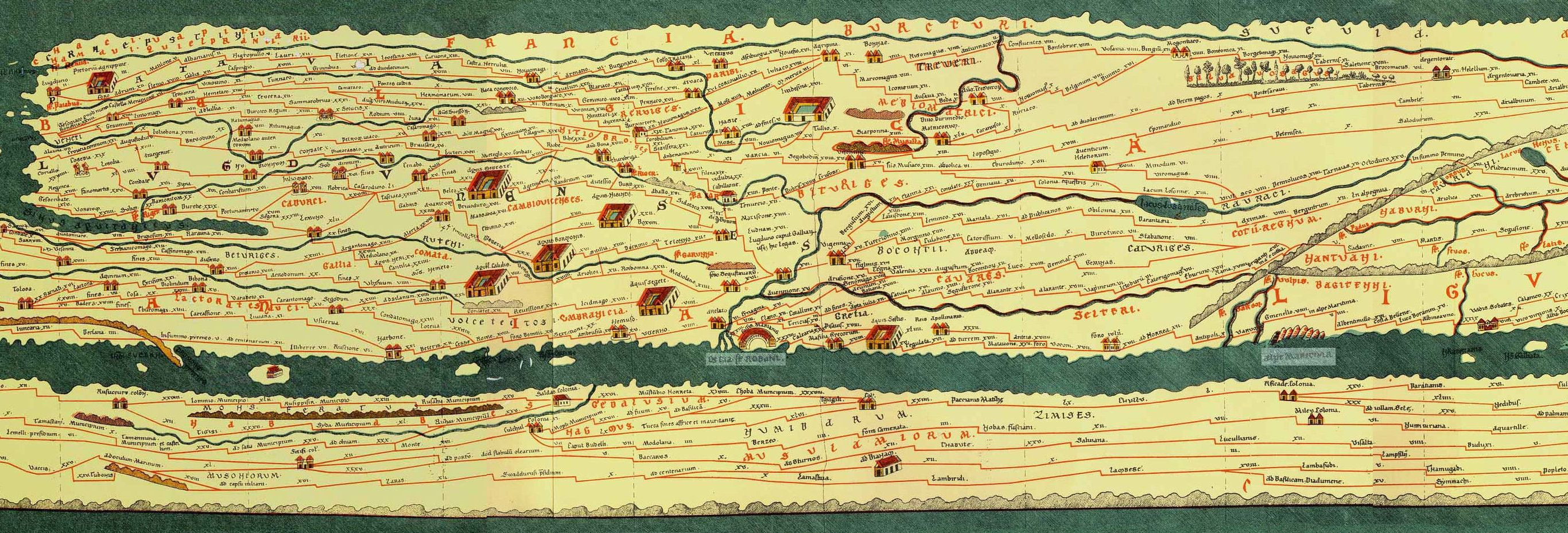
Partie de la Table de Peutinger montrant les voies romaines sur le territoire actuel de la France, la Belgique et l'Allemagne

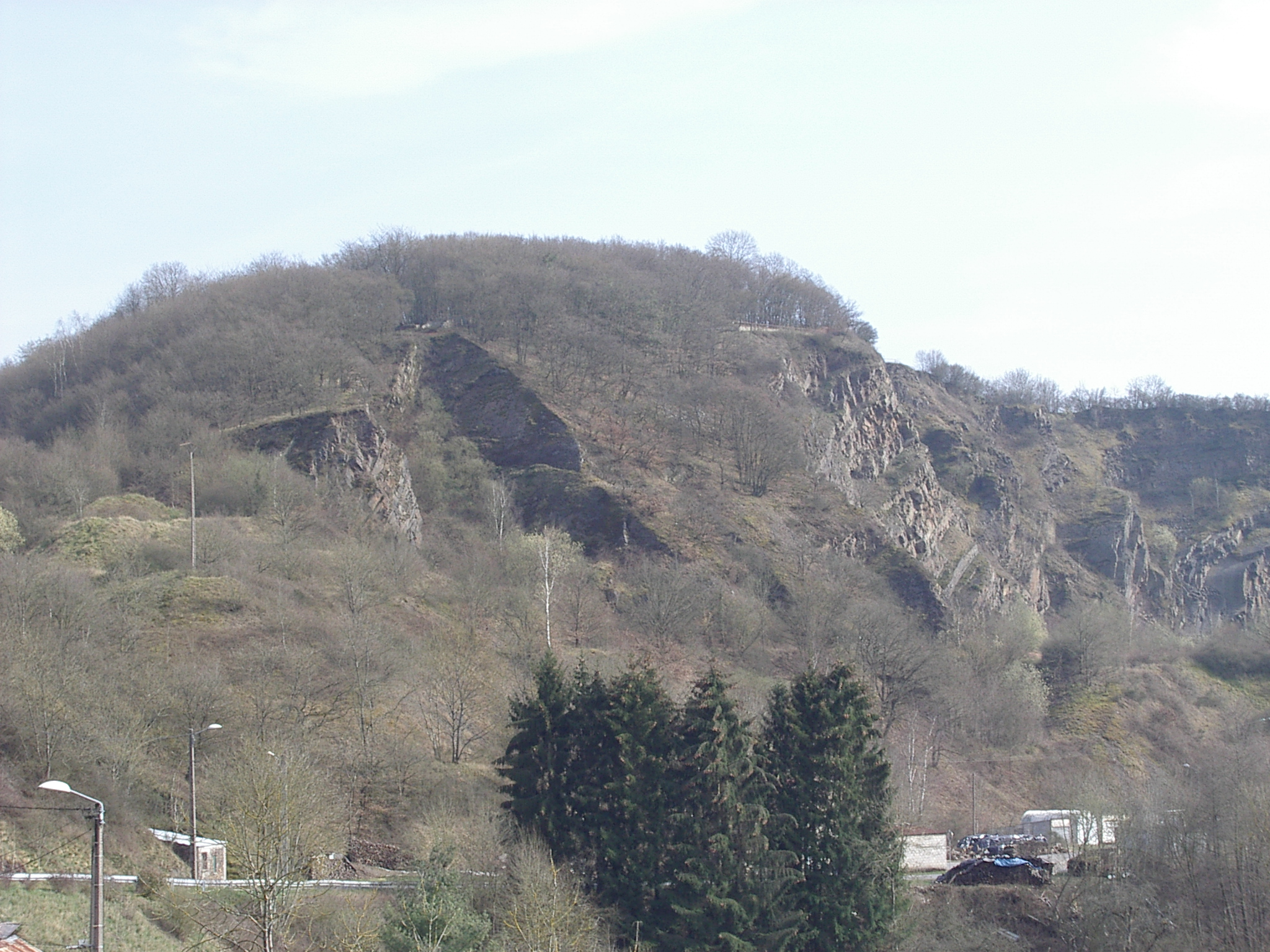
Le Mont Vireux

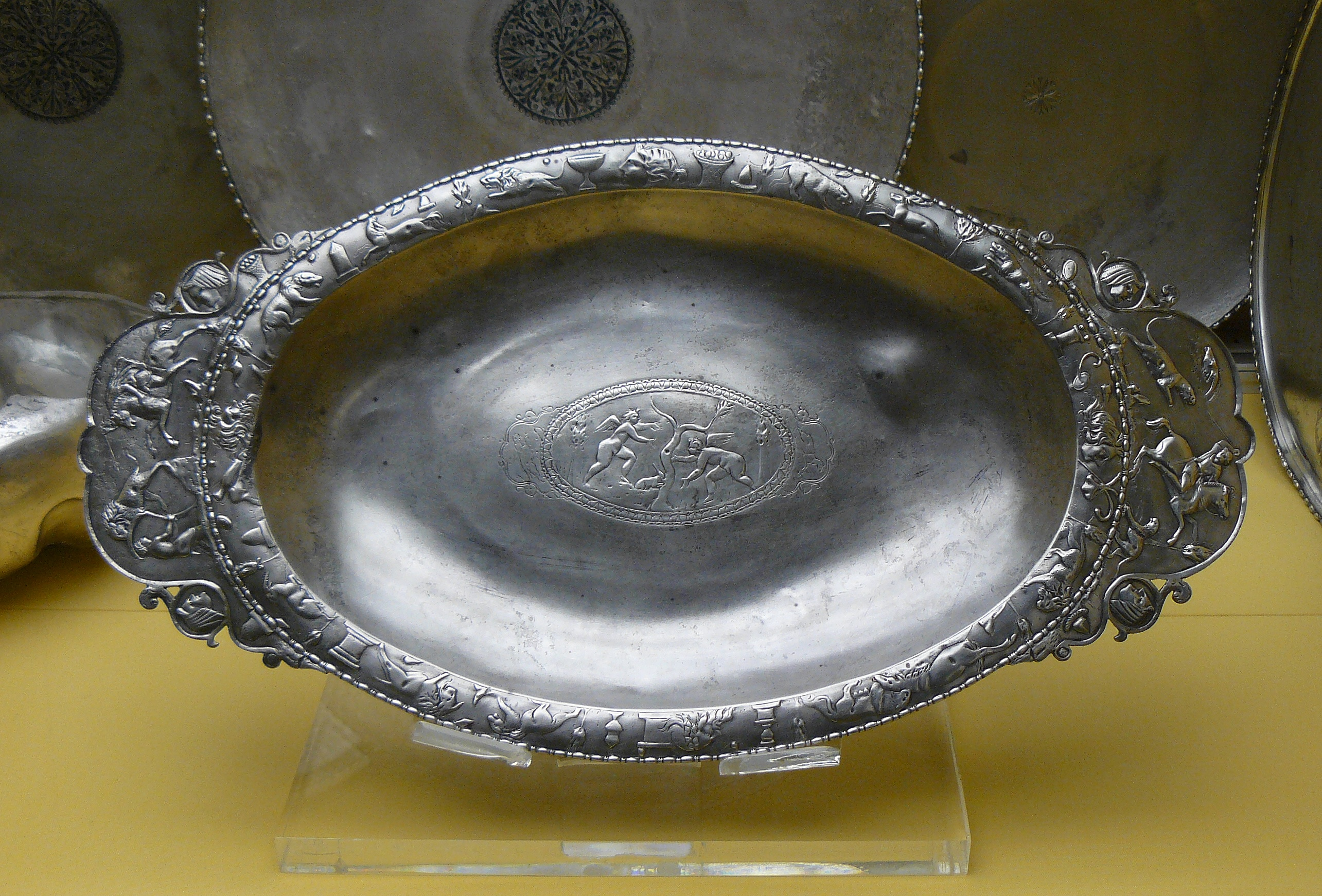
Une pièce du trésor de Rethel, argenterie gallo-romaine, IIIe siècle.

La Gaule était devenue une province romaine. Les bouleversements ne furent pas immédiats. Les peuples, moyennant tributs, conservèrent leurs territoires, et même en partie leurs lois et leurs magistrats, même si le pouvoir politique leur échappait désormais . De même les sanctuaires ruraux de l'âge de fer continuaient à être utilisés et à s'étendre : ainsi en est-il notamment du fanum de Mouzon et des sanctuaires de Baâlons-Bouvellemont et de Neuilly-sur-Aisne.
Les évolutions les plus significatives portèrent sur l'urbanisation et l'accélération des échanges commerciaux et culturels entre les sphères celtique et méditerranéenne. La principale métropole gallo-romaine régionale était Durocortorum (Reims). Les agglomérations secondaires se situaient le plus souvent sur les axes routiers, principaux et secondaires, ou au franchissement de cours d'eau navigables. Ces lieux étaient en effet propices à une activité commerciale. Certaines agglomérations secondaires se tenaient cependant, à l'écart des voies de circulation, prolongeant des occupations antérieures, en particulier à l'emplacement d'oppida celtes. Les voies romaines reprenaient en partie l'ancien réseau gaulois, en l'améliorant. Le tracé de ces voies est resté en grande partie visible dans le paysage, et cette information visuelle complète les mentions figurant sur les bornes milliaires trouvées çà et là, et dans deux documents de référence, la table de Peutinger et l'itinéraire d'Antonin. Deux chaussées principales traversaient les Ardennes, une chaussée Reims-Trèves, passant par les territoires d'Aussonce, Juniville, Bignicourt, Ville-sur-Retourne, Pauvres, Vaux-Champagne, Voncq, Le Chesne, Tannay, Les Grandes-Armoises, Stonne, Mouzon, Carignan, Williers, Étalle et Arlon, et une chaussée romaine de Reims à Cologne, passant par les territoires de Roizy, Saint-Loup-en-Champagne, Château-Porcien, Écly, Inaumont, Séry, Novion-Porcien, Viel-Saint-Remy, Launois-sur-Vence, Jandun, Barbaise, Gruyères, Fagnon, Warcq,. À proximité de l'endroit où cette dernière voie franchissait la Meuse, sur une colline dans une boucle du fleuve, les Romains avait construit la cité de Castricum ou Castrice (actuellement Montcy-Saint-Pierre, devenu un faubourg de Charleville-Mézières), entourée de plusieurs villages satellites, implantés sur les terres des communes actuelles de Charleville-Mézières, Saint-Laurent, Villers-Semeuse et Ville-sur-Lumes. De nombreux habitats et structures gallo-romaines ont été mis au jour dans cette zone. Des voies romaines moins importante quadrillaient le pays, et leur souvenir subsiste quelquefois, tel le chemin des Romains, passant entre la colline appelée aujourd'hui Mont Saint-Walfroy et Bièvres.
Au Ier siècle, signe de la prospérité économique et de la stabilité politique, un centre métallurgique s'implanta sur le bord de la Meuse en aval du confluent du Viroin, juste au nord de l'emplacement actuel du village de Vireux-Wallerand, à l'endroit où le fleuve marque un coude, à côté d'un gué. La présence des deux voies d'eau et l'abondance de bois pesèrent sans doute sur le choix du site. Sur plus de deux hectares étaient implantées des installations préindustrielles, bas-fourneaux et crassiers. Un habitat d'une certaine qualité architecturale (comme le montre une cave qui subsiste) se trouvait à proximité, probablement la maison des premiers maîtres de forges.

## Le Bas-Empire et les invasions barbares
Au IIIe siècle, les menaces d'incursions de peuple germaniques eurent pour conséquence la fortification des villes dans les régions proches des frontières. L'Empereur Postume (Postumus, empereur de l'été 260 à juin 269) fit bâtir un réseau de fortins. Ainsi, au nord des Ardennes, le site métallurgique de Vireux-Molhain devint également un site protégé et militarisé. Un castellum fut construit de l'autre côté de la rive, sur le mont Vireux dominant la vallée de la Meuse, avec des remparts de bois et de terre et une tour en pierre. À l'intérieur de cette place fortifiée, l'installation d'un four à pain, la présence de vitres et d'un système d'alimentation d'eau, avec des tuyaux en bois cerclés de fer, sont significatifs de la qualité des constructions. Dans les sépultures de soldats enterrés avec leurs armes, ont été trouvées à la fois des francisques germanique, et des ceinturons et insignes militaires romains, l'ensemble attestant de garnisons associant sans doute, pour la défense de l'Empire romain, quelques barbares à côté des légionnaires romains. Les restes d'une chapelle datant du IVe siècle ont été également découverts devant l’enceinte du fortin, ainsi qu'une plaque d’ardoise gravée d'un psaume chrétien. Cette découverte permet de faire remonter au moins à cette époque les débuts de l'évangélisation  de la région et est à rapprocher des annales du chartreux dom Ganneron affirmant qu'à la même époque saint Maximin, évêque de Trèves, se serait rendu dans la région des Ardennes limitrophe de la Lorraine. Bien avant l'installation de saint Walfroy dans la même région.
Les incursions germaniques sont également à l'origine du trésor de Rethel, 17 pièces d'orfèvrerie issues des ateliers du nord-est de la Gaule, enfouies sur le territoire de la commune actuelle de Rethel, entre la route menant à Barby et celle menant à Écly.